# Валя-Лунге-Ромине
Валя-Лунге-Ромине (рум. Valea Lungă Română) — село у повіті Тіміш в Румунії. Входить до складу комуни Коштею.
Село розташоване на відстані 356 км на північний захід від Бухареста, 56 км на схід від Тімішоари.

## Населення
За даними перепису населення 2002 року у селі проживали 166 осіб, з них 160 осіб (96,4%) румунів. Рідною мовою 160 осіб (96,4%) назвали румунську.